# احمدآباد (دهلران)
احمدآباد، روستایی در دهستان سید ناصرالدین بخش زرین‌آباد شهرستان دهلران در استان ایلام ایران است.

## جمعیت
بر پایه سرشماری عمومی نفوس و مسکن در سال ۱۳۹۵، جمعیت این روستا برابر با ۳۰ نفر (۷ خانوار) بوده‌است.